# Anemia hemolítica
La anemia hemolítica es un grupo de trastornos hemolíticos (sea intravascular como extravascular), que causan la disminución de la masa de glóbulos rojos sanguíneos. A diferencia de anemias no hemolíticas (por déficit de hierro por ejemplo), en las anemias hemolíticas la vida de los glóbulos rojos en sangre periférica (normal entre 90 y 120 días) está acortada.

## Diagnóstico
La médula ósea eritropoyética,  en un intento de mantener la producción de eritrocitos prematuramente destruidos, presenta una considerable hiperplasia. En el frotis sanguíneo, se observan policromasia (variación de color de los glóbulos rojos) por aumento del número de reticulocitos. Raramente se ven eritroblastos u otros precursores eritrocíticos en la periferia.
En el plasma, el aumento de la fracción libre (no conjugada o indirecta) de la bilirrubina y de la LDH de origen eritrocitario son característicos. La haptoglobina (proteína de transporte de la fracción proteica de la hemoglobina) está disminuida por aclaramiento en el sistema fagocítico-mononuclear.
- Extravascular. Si la hemólisis es extravascular, la destrucción de los glóbulos rojos ocurre principalmente en los sinusoides venosos del bazo y otros órganos. Este tipo de mecanismo no presenta hemoglobinuria y la prueba de Coombs directa es negativa (ausencia de anticuerpos anti-glóbulo rojo).
- Intravascular. Si la hemólisis es intravascular, la destrucción de los eritrocitos ocurre principalmente dentro de los vasos sanguíneos. Este tipo de mecanismo presenta hemoglobinuria (reacción positiva para sangre en la tira reactiva de orina) y hemosiderinuria y la prueba de Coombs directa es positiva (presencia de anticuerpos anti-glóbulo rojo).

## Causas
Son muchas las razones que pueden ocasionar una anemia hemolítica, entre las más comunes están:
- Alteraciones hereditarias.
- Esferocitosis hereditaria.
- Lisis inmunitaria.
- Infecciones.
- Hemorragias agudas (por traumatismo).
- Lesiones por fármacos u otros agentes químicos: se diagnostica a las lesiones por fármacos como anemias inducidas por drogas, que presentarían un cuadro similar a las anemias hemolíticas autoinmunes, pues hay ruptura de la membrana de los glóbulos rojos produciendo la hemólisis.
- Consumo muy excesivo de ácido ascórbico (vitamina C) podría, en algunas personas, provocar también la anemia hemolítica.

## Tipos
Desde el punto de vista anatómico, se definen claramente 3 tipos de defectos posibles en el eritrocito:
- Tipo A: Defecto molecular en el interior de la célula (hemoglobinopatías, talasemia, enzimopatías)
- Tipo B: Defecto a nivel de la estructura de la membrana celular (esferocitosis, defectos de otras proteínas estructurales)
- Tipo C: Defecto en el medioambiente celular (presencia de anticuerpos o trauma físico)

## Tratamiento
En el tipo A y B  la transfusión de glóbulos rojos normales y la esplenectomía (extirpación del bazo) tiene una respuesta favorable si el bazo no se extirpa  cuando se detecta la anemia hemolítica pueden producirse "piedras en la vesícula" (colelitiasis).
En el tipo C la transfusión de glóbulos rojos no está indicada y el tratamiento con corticoides (prednisona o metilprednisolona) mejora la sobrevida de los eritrocitos.

## Otras anemias hemolíticas
Las anemias hemolíticas con producción de anticuerpos anti-glóbulo rojo se denominan anemias hemolíticas autoinmunes. Estas pueden ser idiopáticas (de causa desconocida) en el 20-40 % o secundarias a otras enfermedades hematológicas y no hematológicas en el 60-80 % de los casos. Entre las causas hematológicas son frecuentes los síndromes linfoproliferativos (linfoma de Hodgkin,  leucemia linfática crónica) y la Hemoglobinuria Paroxística Nocturna (HPN). Entre las causas no hematológicas se encuentran las reacciones post-virales (virus de Epstein Barr, VIH, virus de hepatitis) y las reacciones a drogas (penicilina, metildopa, quinidina). La anemia hemolítica asociada con la trombocitopenia se ha denominado síndrome de Evans.